# Porte-embrasse
 (septembre 2018).
Note. Cliquez sur le lien correspondant pour transférer rapidement le mot : nom commun, adjectif, verbe ou autre.
Depuis l’activation de la fonction Special:Import, il est vivement recommandé  de contacter un administrateur du Wiktionnaire pour procéder à l’importation de la page ainsi que de tout l’historique vers ce dernier.

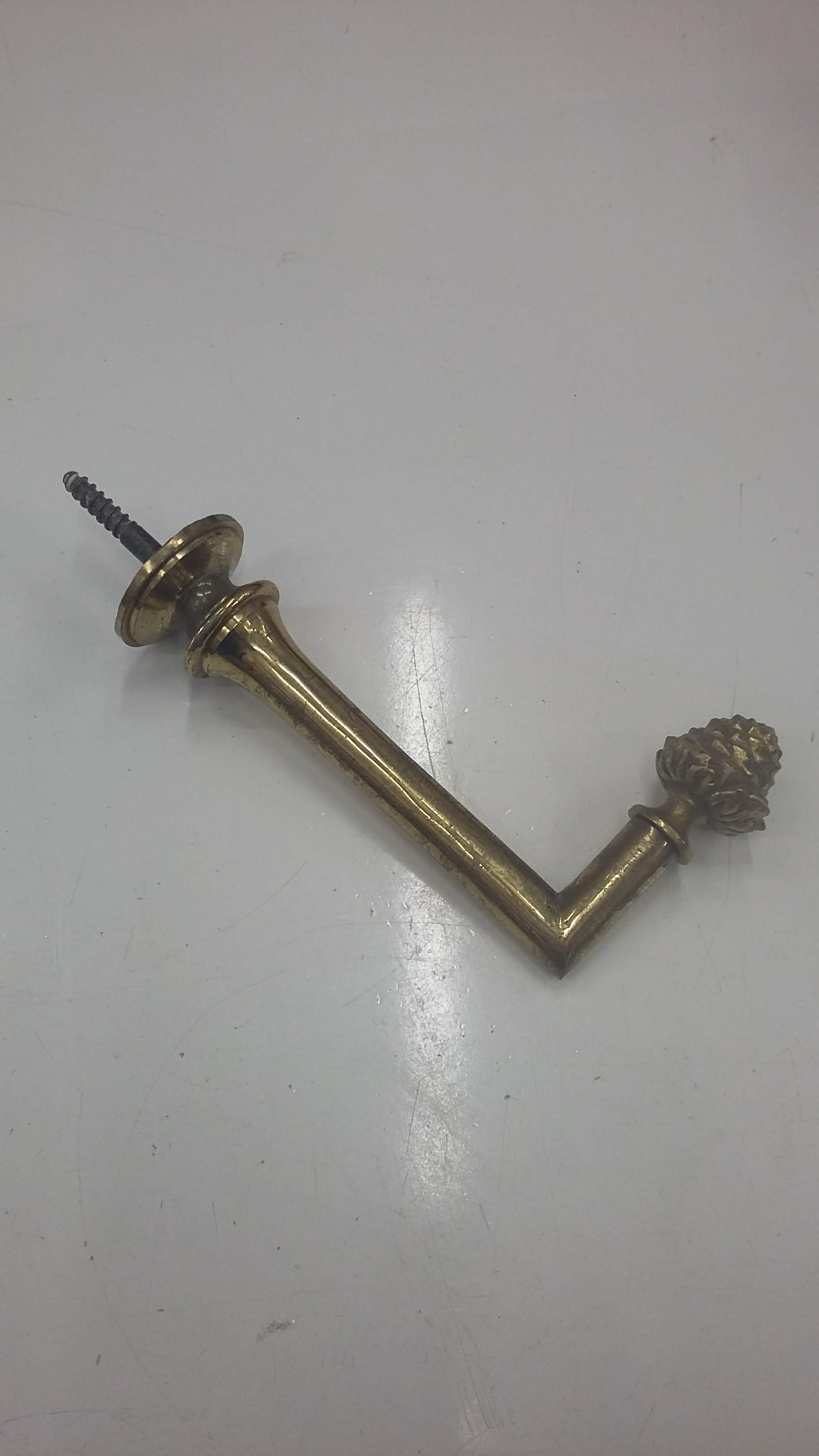
Porte-embrasse métallique

Un porte-embrasse est une patère en forme de L fixée à un mur. Elle sert à retenir l’embrasse d’un rideau ou d’une portière, soit le lien ou la bande d'étoffe ou de passementerie qui tient le rideau drapé sur le côté de la fenêtre.